# Cassia fistula
Rörkassia (Cassia fistula) är en ärtväxtart som beskrevs av Carl von Linné. Rörkassia ingår i släktet Cassia och familjen ärtväxter. Inga underarter finns listade i Catalogue of Life.

## Bildgalleri

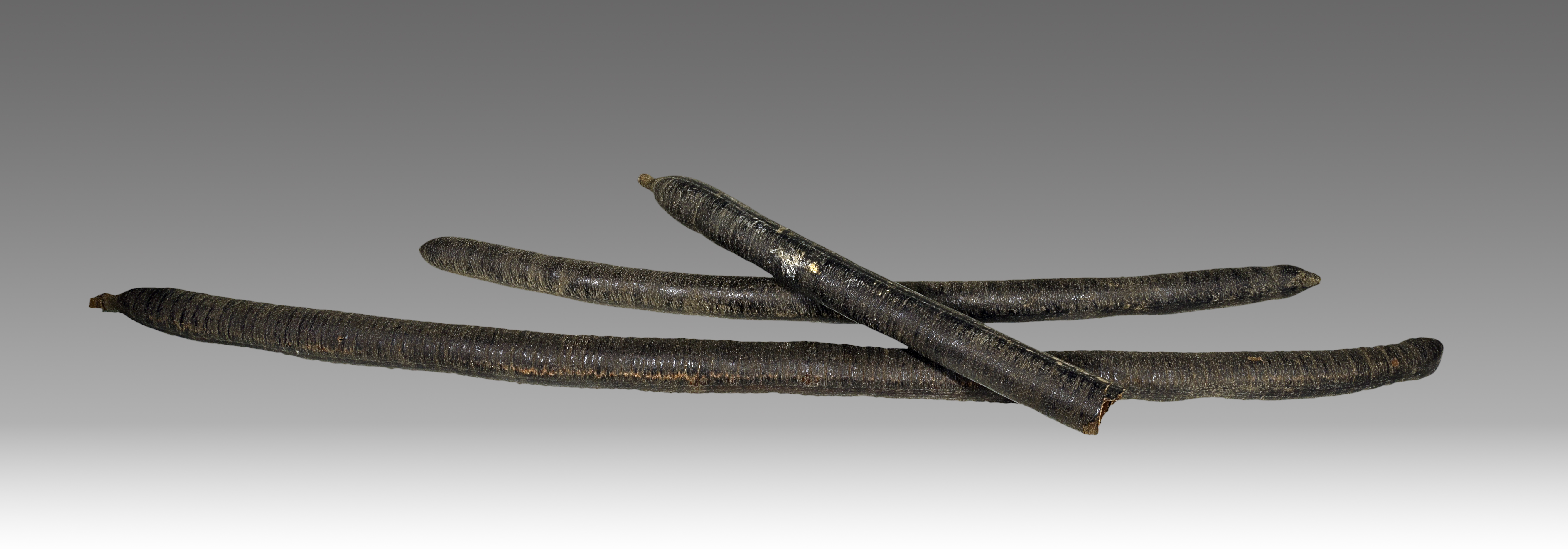
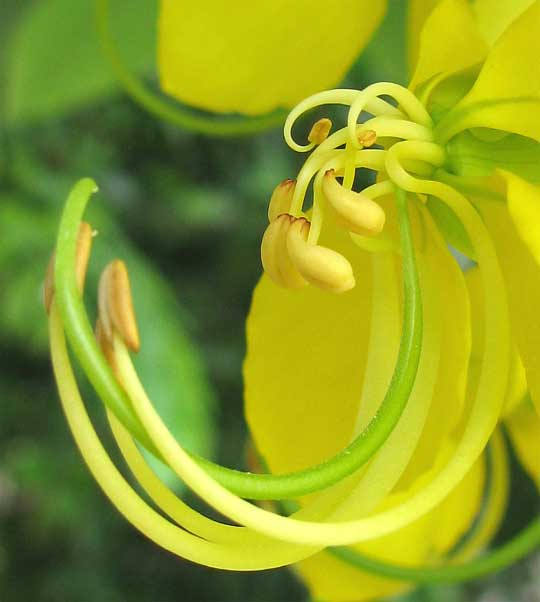
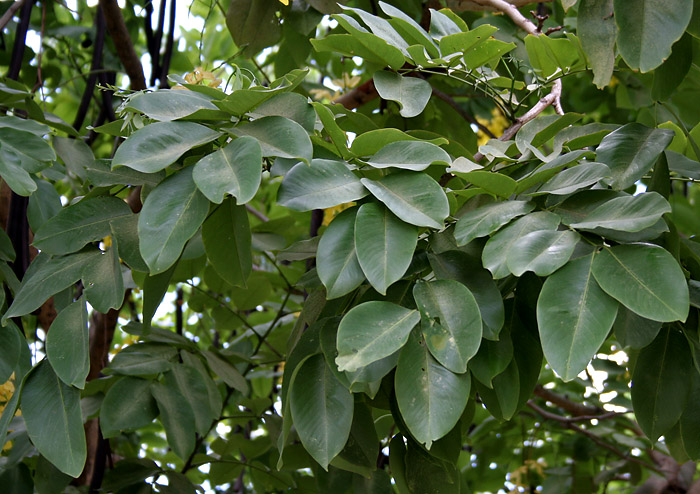
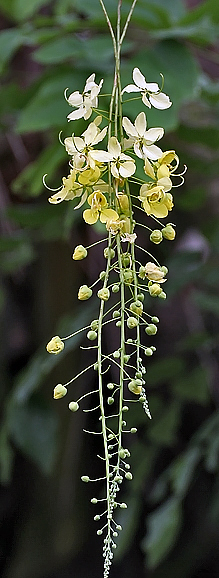
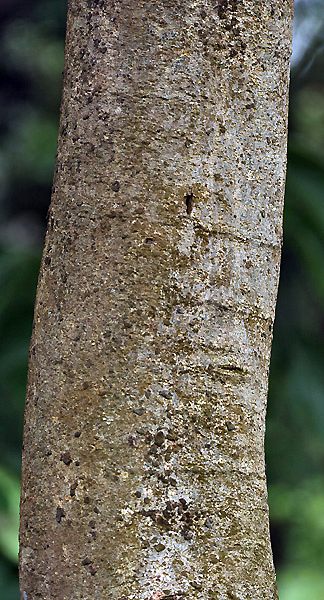
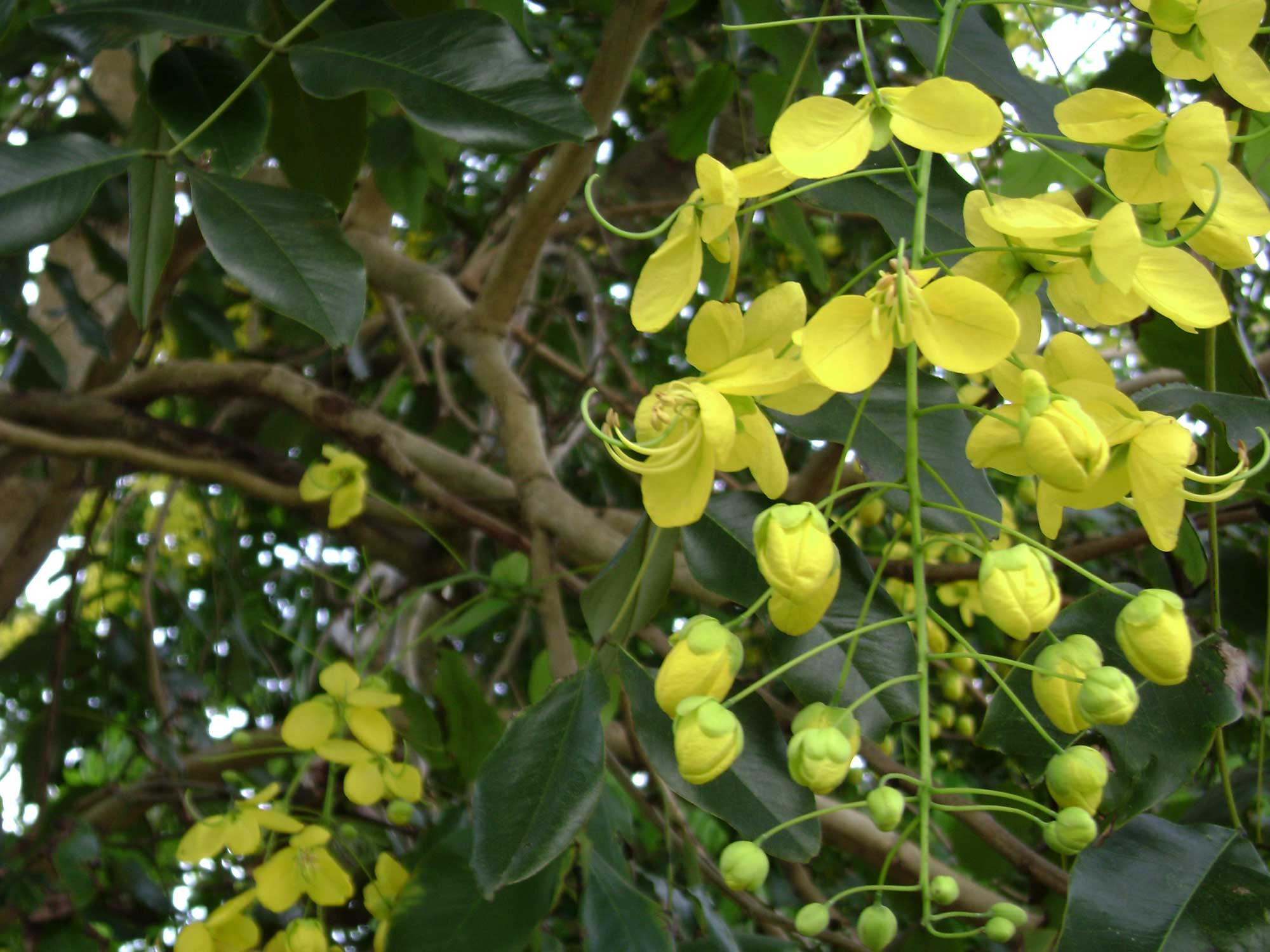